# Kopparand
Kopparand (Oxyura leucocephala) är en starkt hotad fågel i familjen änder inom ordningen andfåglar.

## Utseende och läte
Kopparanden är en liten and som mäter 43–48 centimeter, inklusive en 8–10 centimeter lång stjärt som den ofta håller rakt upp i luften. Den har en proportionellt stor näbb med mycket svullen näbbas, och på våren är den adulta hanens näbb tydligt ljusblå, annars grå. Kroppen är övervägande rödbrun och huvudet kritvitt med svart hjässa och mörk prick till öga. Det förekommer helt svarthuvade individer. Honan och juvenilen har grå näbb och ett större mörkt hjässparti som sträcker sig ned över ögat och ett otydligt mörkt streck över kinden. Den är till största delen tystlåten.

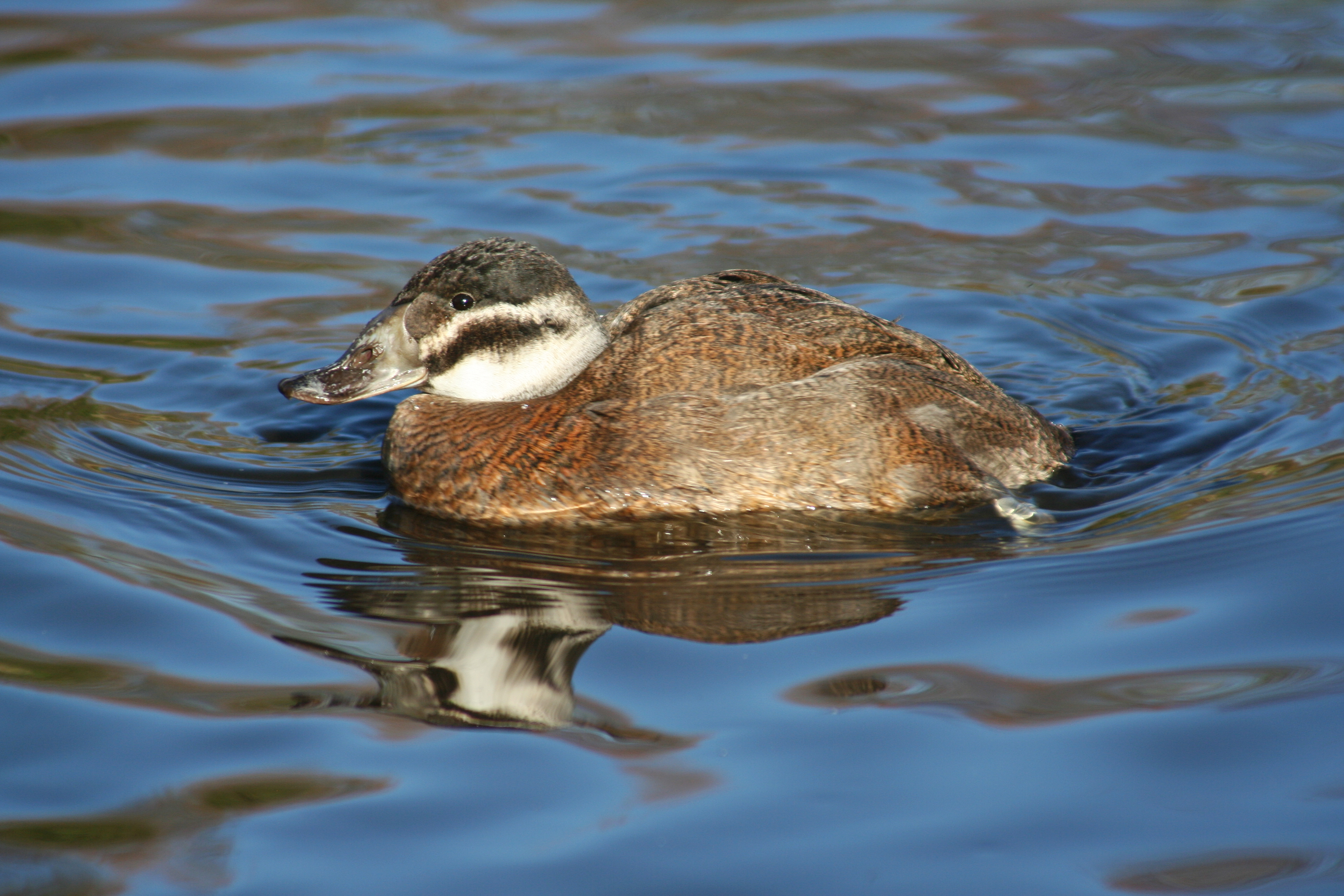
Honfärgad
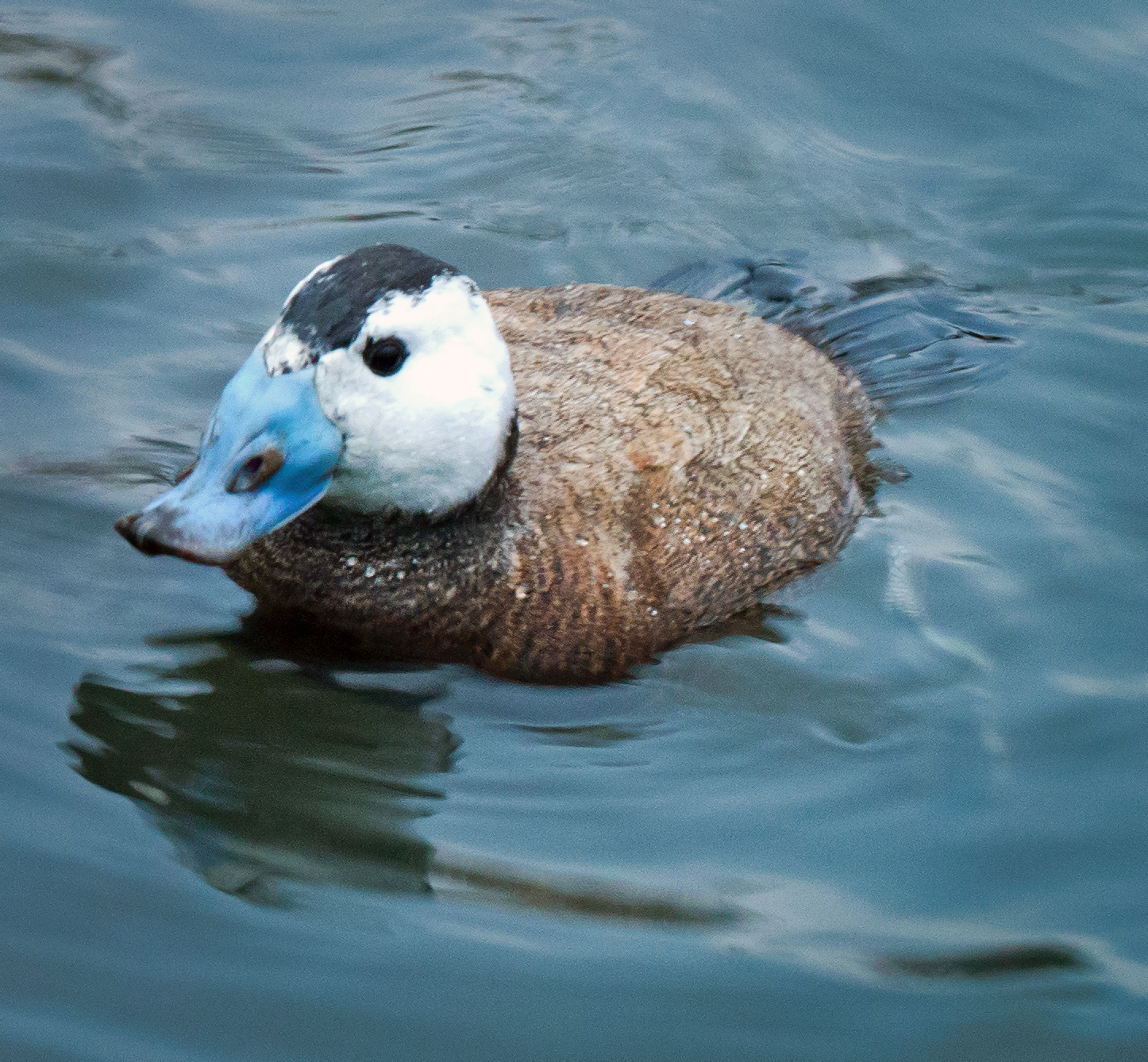
Adult hane i sommardräkt
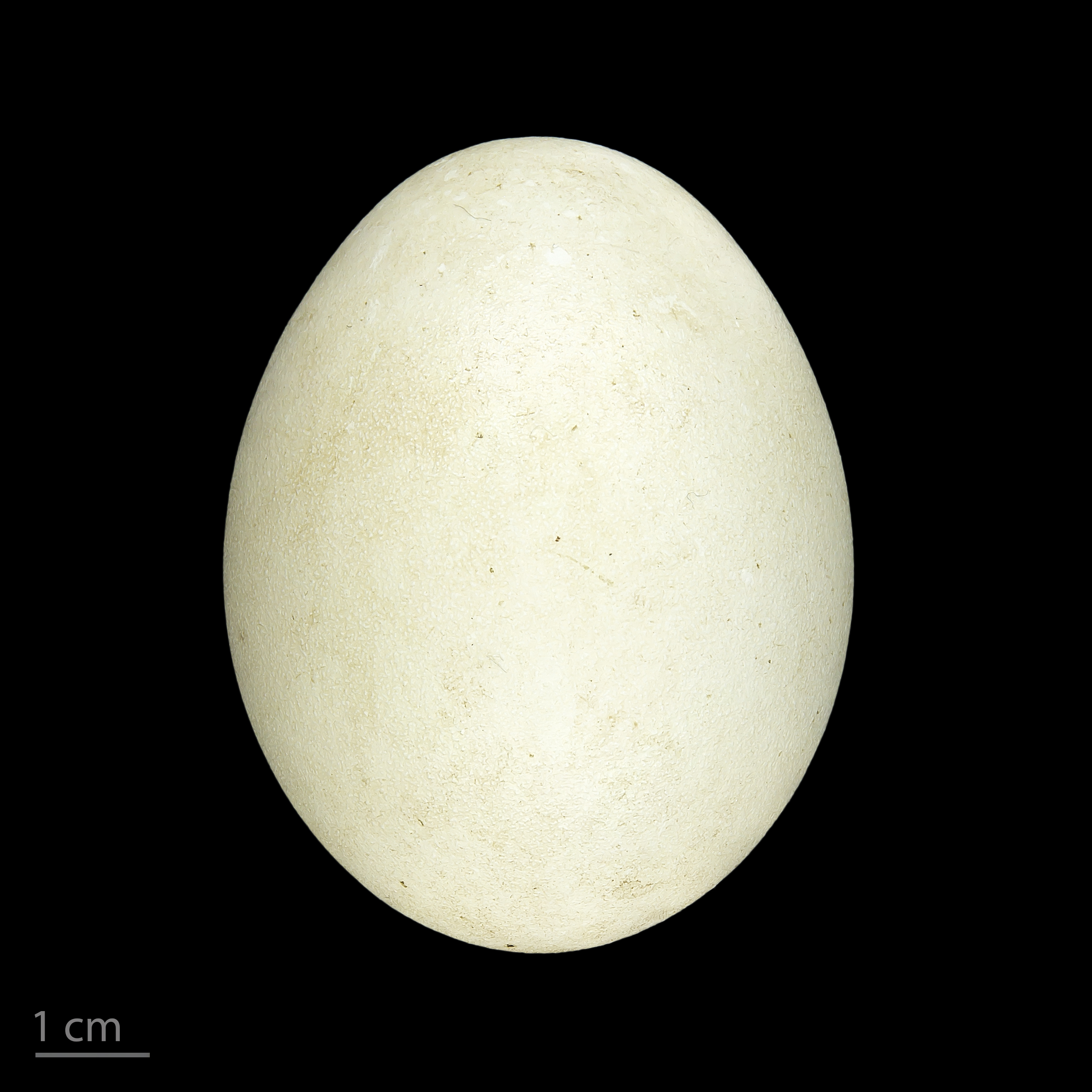
Museum specimen

## Ekologi
Kopparanden lever i grunda vegetationsrika slättsjöar. Den är en allätare som främst lever av vattenväxter och den dyker efter föda. Den flyger ogärna och simmar hellre för att undvika fara.

## Utbredning
Fågeln är i huvudsak en stannfågel som förekommer utspritt och mycket lokalt från Medelhavsområdet till Centralasien. Dels finns en stannfågelspopulation i Spanien, Algeriet och Tunisien, dels en större population i framför allt Ryssland och Kazakstan som flyttar söderut vintertid. Den häckar även i Turkiet, Iran, Afghanistan, Tadjikistan, Turkmenistan, Uzbekistan, Armenien och Mongoliet, eventuellt också i Kina. 2017 konstaterades även en häckning i Israel, den första sedan tidigt 1900-tal. Arten har vid ett fåtal tillfällen setts norr om utbredningsområdet i Europa, bland annat i Lettland, Polen och Tyskland.

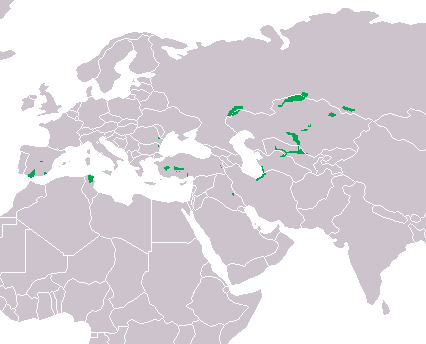
Kopparandens utbredningsområde

## Status och hot
IUCN kategoriserar arten som starkt hotad, främst på grund av habitatförstöring och jakt. Ett annat hot utgör hybridisering med den spanska populationen av amerikansk kopparand och en skyddsåtgärd är försöken att utrota den amerikanska arten i Västeuropa. Troligen bestod världspopulationen av över 100.000 individer under tidigt 1900-tal för att minska till 20.000 1996 och vidare till 8.000-13.000 individer idag. I Europa tros det häcka endast 250-610 par. Den är numera utgången häckfågel i Italien, Frankrike, Ungern, Albanien, före detta Jugoslavien, Grekland och troligen också Ukraina och Armenien. Populationstrenden är svår att beräkna eftersom antalet övervintrande fåglar varierar kraftigt bero ende på vattentillgång. Data från viktiga övervintringsområden i Turkiet visar dock på en trolig reell minskning på 60-80% mellan 2002 och 2012, vilket tyder på att arten minskar kraftigt i antal.